# Álex Sánchez Amador
Alejandro Sánchez Amador (Ibiza, 3 de agosto de 2004) es un futbolista español que juega como delantero en el Club Deportivo Ibiza Islas Pitiusas de la Segunda Federación.

## Trayectoria
Álex Sánchez comenzó su carrera futbolística en las categorías inferiores de la Sociedad Cultural y Recreativa Peña Deportiva, donde disputó varios encuentros con el equipo filial. En abril de 2022, llamó la atención de clubes en la península y fue convocado para una prueba en el fútbol base del Granada CF, en la que demostró un rendimiento sobresaliente, lo que aumentó su proyección como joven promesa.
En la temporada 2022-23, se unió al equipo juvenil de la Unión Deportiva Ibiza, donde destacó rápidamente en el ataque. Su progreso le valió el debut en el primer equipo el 7 de mayo de 2023, entrando como suplente en la segunda mitad de un partido contra el Albacete Balompié en la Segunda División. Aunque el equipo perdió 0-5, el debut de Sánchez fue un hito en su incipiente carrera.
El 20 de mayo de 2023, anotó su primer gol como profesional en la victoria de la Unión Deportiva Ibiza por 1-0 frente al Real Zaragoza en la Segunda División. Este gol representó un momento importante tanto para el club como para el jugador, que cerró la temporada con una actuación destacada.
En la temporada 2023-24, Álex Sánchez firmó con el Club Deportivo Ibiza Islas Pitiusas, donde actualmente continúa su carrera en la Segunda Federación, aportando su habilidad ofensiva y buscando consolidarse en el fútbol profesional.

## Clubes
Actualizado al último partido disputado el 12 de noviembre de 2024.
| Club                                              | País   | Año       | Partidos | Goles |
| ------------------------------------------------- | ------ | --------- | -------- | ----- |
| Sociedad Cultural y Recreativa Peña Deportiva "B" | España | 2021-2022 | 8        | 5     |
| Unión Deportiva Ibiza                             | España | 2022-2023 | 3        | 1     |
| Club Deportivo Ibiza Islas Pitiusas               | España | 2023-act. | 38       | 11    |